# Installazione (informatica)

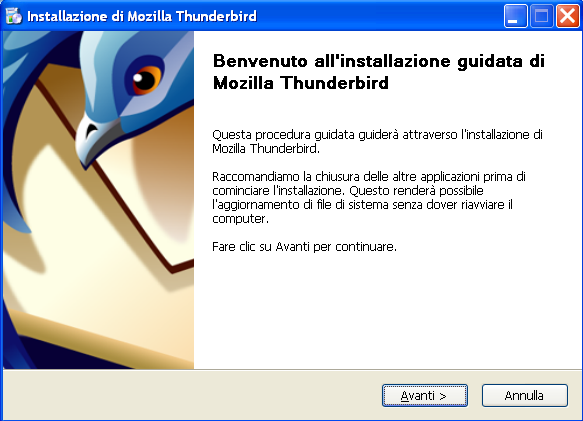
Wizard di installazione di Mozilla Thunderbird

L'installazione (in inglese setup), in informatica, è la procedura di copia sulla macchina e di successiva configurazione/personalizzazione di un software (es. applicazioni e/o sistemi operativi) in modo che essa possa essere fruibile dall'utente.

## Descrizione
Generalmente il software viene distribuito sotto forma di pacchetto di file compressi, che può comprendere anche un'interfaccia grafica per automatizzare/facilitare il processo di installazione (installer); in altri casi il pacchetto non contiene alcuna interfaccia grafica d'installazione e per eseguirlo sarà solo necessario decomprimerlo; questo è il caso dei programmi portable, ovvero portatili.
In Linux e in molti altri sistemi operativi *nix l'installazione avviene tramite un programma specifico, detto sistema di gestione dei pacchetti, fornito dal sistema e quindi il software fornisce solo i dati per il suo corretto funzionamento. L'installazione può inoltre creare delle directory sull'unità di memorizzazione dove sono contenuti tutti i file, utilizzati per la configurazione del programma stesso ed eventualmente, in alcuni sistemi operativi, l'utente può richiedere la creazione di un collegamento (ad es. su computer desktop) per facilitare la successiva esecuzione del software tramite un lancio o avvio più immediato.
Alcuni sistemi informatici professionali non hanno il materiale d'installazione pacchettizato in un eseguibile ma hanno i diversi componenti (front end, back end, database, strumenti di middleware) contenuti in pacchetti disgiunti che vanno allestiti (questo significa deployment nel gergo informatico) più che installati.
Oltre a setup, l'inglese informatico usa il termine provisioning (lett. "fornitura, provvista") per indicare l'installazione "istantanea", ovvero la riscrittura immediata del contenuto (ad esempio si usa nella programmazione/impostazione del firmware) o nel caso di diffusione centralizzata di impostazioni o regole in un dominio.

### Memorie di massa
Quando il software è più propriamente un firmware, come nel caso della programmazione di memorie ROM, flash o altre tipologie di memorie non volatili, il termine installazione, pur non improprio, è particolare. Ad esempio, in inglese, le operazioni di caricamento/copia, ripristino, aggiornamento di un'immagine Bios UEFI (o situazioni simili) è resa con flashing   (lett. in italiano "scrittura veloce, scrittura lampo").

### Tipologie
Nei sistemi operativi Microsoft Windows, all'inizio della procedura di installazione, l'installer può richiedere all'utente di selezionare un tipo di installazione:
- Minima: il programma viene installato in modo tale da occupare il minor spazio sull'unità di memorizzazione (verranno scartate alcune caratteristiche ritenute meno importanti).
- Tipica/Consigliata: il programma viene installato utilizzando la configurazione standard stabilita dal programmatore.
- Completa: il programma installa tutte le funzioni previste (occupazione massima nell'unità).
- Personalizzata: l'utente sceglie quali funzioni del programma installare, quali scartare e in quale cartella installare il programma.

Storicamente i vari tipi di installazioni venivano offerti all'utente verso la fine degli anni novanta per superare il problema del limitato spazio disponibile su disco rispetto all'elevata capacità offerta dai supporti più utilizzati ai tempi per la distribuzione del software, i CD-ROM. L'installazione minima o personalizzata permetteva quindi di copiare su disco solo la parte necessaria per l'esecuzione corretta del programma lasciando parte dei dati sul supporto originale che veniva letto solo se necessario. Questo però obbligava l'utente ad avere il supporto originale all'interno del lettore e magari a degradare le prestazioni del software nel momento in cui lo stesso doveva accedere ai dati non disponibili sull'unità di memorizzazione.

## Paradigma cloud
Con la diffusione, sempre più massiccia, della fruizione di soluzioni software in cloud, il ricorso all'installazione in locale (in gergo on-premises cioè presso l'utilizzatore) è sempre meno necessario. In tal caso, al più, occorre eseguire la configurazione del software che non è installazione essendo solo una fase del deployment. Presso il datacenter che eroga la soluzione SaaS il sistemista proseguirà, lato applicativo, a installare i pacchetti di lavoro necessari sui server.
In questi casi il termine più corretto, da usare al posto di installazione, è provisioning.